# Спірсвілл (Луїзіана)
Спірсвілл (англ. Spearsville) — селище (англ. village) в США, в окрузі Юніон штату Луїзіана. Населення — 126 осіб (2020).

## Географія
Спірсвілл розташований за координатами 32°56′2″ пн. ш. 92°36′8″ зх. д. / 32.93389° пн. ш. 92.60222° зх. д. (32.933875, -92.602205).  За даними Бюро перепису населення США в 2010 році селище мало площу 5,35 км², уся площа — суходіл.

## Демографія
Згідно з переписом 2010 року, у селищі мешкало 137 осіб у 61 домогосподарстві у складі 43 родин. Густота населення становила 26 осіб/км².  Було 72 помешкання (13/км²).
Расовий склад населення:
| - 89,8 % — білих - 6,6 % — чорних або афроамериканців - 0,7 % — корінних американців - 2,9 % — осіб інших рас |

До двох чи більше рас належало 0,0 %. Частка іспаномовних становила 2,9 % від усіх жителів.
За віковим діапазоном населення розподілялося таким чином: 21,9 % — особи молодші 18 років, 54,0 % — особи у віці 18—64 років, 24,1 % — особи у віці 65 років та старші. Медіана віку мешканця становила 46,5 року. На 100 осіб жіночої статі у селищі припадало 107,6 чоловіків;  на 100 жінок у віці від 18 років та старших — 101,9 чоловіків також старших 18 років.
Середній дохід на одне домашнє господарство  становив 46 258 доларів США (медіана — 39 375), а середній дохід на одну сім'ю — 57 470 доларів (медіана — 41 875). За межею бідності перебувало 18,9 % осіб, у тому числі 30,8 % дітей у віці до 18 років та 0,0 % осіб у віці 65 років та старших.
Цивільне працевлаштоване населення становило 37 осіб. Основні галузі зайнятості: роздрібна торгівля — 27,0 %, виробництво — 24,3 %, транспорт — 10,8 %, освіта, охорона здоров'я та соціальна допомога — 10,8 %.